# Плеяда Сосновець
Торговий центр «Плеяда Сосновець» (пол. Centrum Handlowe Plejada Sosnowiec) — торговий центр у місті Сосновець, відкритий у 2001 році. До його складу входять галерея торгових магазинів та гіпермаркет Carrefour, розташований у районі Сродула – Костянтинів.

## Опис
Будівля за адресою вул. Сташица 8Б — це одноповерхова конструкція загальною площею 40 000 м², з яких корисна площа становить 36 000 м². Основну частину займають комерційні площі (26 000 м²), на яких розташовано 117 магазинів і пунктів обслуговування, зокрема: Reserved, Cropp, House, Sinsay, H&M, Smyk, New Yorker, CCC, RTV Euro AGD, Orsay, Deichmann, Sephora, Pepco, Komfort, Empik, Rossmann, 4F, Martes Sport, HalfPrice, Jysk, Drogerie Natura, Pierre Cardin. 
У центрі розташовано гіпермаркет Carrefour, а також дві АЗС (Carrefour, Moya) та автомийка.

## Історія
Будівництво розпочалося 27 лютого 2000 року на колишніх промислових територіях заводу Бучек (Гута Катажина). Завершено 13 листопада 2001 року. Інвесторами стали польський підрозділ данської компанії TK Development та Ahold Polska, генеральним підрядником — Mostostal Zabrze. Відкриття відбулося 14 листопада 2001 року.
|                                     |
| Вид з боку житлового району Сродула |

|                                     |
| Загальний вигляд центру та парковки |

|                        |
| Одне з головних входів |

## Транспорт
Торговельний центр розташований у безпосередній близькості від вулиці 3 Maja, із якою має сполучення через дві дорожні розв’язки: з вулицями Norwida–Zaruskiego–Kombajnistów та з вулицями Narutowicza і Staszica. Громадський транспорт представлений двома трамвайними зупинками «Konstantynów Centrum Handlowe», які обслуговує одна трамвайна лінія (№ 24). На відстані близько 300 м від центру розташовані трамвайні зупинки лінії № 15 «Sielec Osiedle Zamkowa», а за 500 м — пара автобусних зупинок із такою ж назвою, які обслуговують 7 метрополійних маршрутів. На відстані близько 800 м від центру розташовано комплекс автобусних і трамвайних зупинок «Środula Osiedle», які обслуговують 14 автобусних ліній ZTM і одну трамвайну лінію (№ 15).